# Big Baldy Mountain
Big Baldy Mountain je hora v Judith Basin County, v centrální části Montany. S nadmořskou výškou 2 798 metrů je nejvyšší horou pohoří Little Belt Mountains. Big Baldy Mountain leží ve středo-východní části pohoří, něco přes 10 kilometrů východně od U.S. Route 89. Celá oblast je součástí národního lesa Lewis and Clark National Forest.